# 원곡선
원곡선은 곡률반경 R의 역수 1/R이 일정한 선형이다. 노선의 방향을 변경할 때 쓴다. 원곡선은 안전성을 위해 완만하고 반경이 큰 원호로 한다. 곡률이 크고 곡선반경이 작은 선형은 위험할 수 있다.

## 평면 선형의 원곡선
원곡선으로 설계할 때는 지형과 여건에 따라 R과 I를 정하고 시작한다. 즉 나머지 부분들의 치수와 각도는 R과 I로 유도할 수 있다는 것이다. 각 부분의 명칭과 식은 다음과 같다.
- BC : 원곡선 시점(Beginning of Curve)
- EC : 원곡선 종점(End of Curve)
- IP : 교선점(Intersection Point)
- R : 반경(Radius)
- TL : 접선길이(Tangent Length)

{\displaystyle TL=R\tan {\frac {I}{2}}}
- E : 외할(External Secant)

{\displaystyle E=R(\sec {\frac {I}{2}}-1)}
- M : 중앙종거(Middle ordinate)

{\displaystyle M=R-R\cos {\frac {I}{2}}=R(1-\cos {\frac {I}{2}})}
- SP : 곡선중점(Secant Point)
- CL : 곡선길이(Curve Length)

{\displaystyle CL=R\cdot I=R\cdot I\times {\frac {\pi }{180^{\circ }}}=R\cdot I\cdot 0.01745}
- L : 장현(Long chord)

{\displaystyle L=2R\sin {\frac {I}{2}}}
- l : 현 길이(chord length)
- c : 호 길이(arc length)
- I : 교각(Intersection angle)
- δ : 편각(deflection angle)
- θ : 중심각(central angle)
- {\displaystyle {\frac {I}{2}}} : 총편각(total deflection angle)

## 종단선형의 원곡선
원곡선 종단곡선 방정식은 원래
{\displaystyle y={\frac {x^{2}}{2R}}\cos \theta _{1}}
y : 종거
θ1 : 오르막 경사각
이지만 θ1이 아주 작은 경우가 보통이다. 따라서
{\displaystyle y={\frac {x^{2}}{2R}}}
으로 쓸 수 있다.

## 측설
주요점의 위치를 결정한 뒤, 곡선 중간점의 측설을 실시한다. 주요점이란 교선점(Intersection Point; IP), 곡선 시점(Beginning of Curve; BC), 곡선종점(End of Curve; EC), 곡선중점(Secant Point; SP)이다. 이 점들에는 보호말뚝에 둘러싸인 주요말뚝을 박는다.

### 중간점 측설
곡선중간점 측설 방법엔 편각법, 중앙종거법, 편거법, 지거법이 있다.
- 편각법(deflection angle method) : 곡선시점에 트랜싯을 세우고 접선방향에서 편각과 거리에 따른 곡선 상의 점을 구해가는 방법. 가장 널리 쓰인다.[6]
- 중앙종거법(method of the middle ordinate) : 계산에 의해 구해진 중앙종거들(M1, M2, M3, …)로부터 곡선 상 중간점을 순서대로 구해나가는 방법. 지형 기복이 심하거나 서로 시준이 불가한 경우는 쓸 수 없다. 시가지 곡선 설치, 철도, 농산도 등 곡률이 크고 범위가 작은 경우의 곡선 설치에 적합하다.[7]
- 편거법(method of chord deflection) : 원곡선 곡률이 일정한 것을 이용한 방법. 줄자만으로 곡선중간점을 측설할 수 있다. 정도는 좀 떨어지나 신속하게 할 수 있는 장점이 있다.[8]
- 지거법(offset method) : 줄자만으로 곡선중간점을 측설하는 방법. 곡선시점(BC)에서 x, y 좌표 거리에 따른 중간점의 위치를 구하는 방법이다.[9]

## 참고 문헌
- 이재기; 최석근; 박경식; 정성혁 (2013). 《측량학2》. 형설출판사. ISBN 978-89-472-7337-4.